# Dong'an Road
Dong'an Road (东安路; Pinyin: Dōng'ān Lù) is een station van de metro van Shanghai in het district Xuhui. Het station wordt aangedaan door lijn 4 en lijn 7. 
Het ondergronds station ligt aan de kruising van de Lingling Road (零陵路) en Dong'an Road in de wijk Dong'an'ercun.  Het station ligt dicht bij onder meer het Fudan University Affiliated Oncology Hospital, het Fudan University Attached Tumor Hospital, het Fudan University Shanghai Cancer Center Nutrition Department Office en het Longhua Hospital, Shanghai University of Traditional Chinese Medicine. Het station is van op straatniveau bereikbaar via vijf verschillende ingangen.
Dong'an Road werd als station op lijn 4 geopend op 31 december 2005. De overstapmogelijkheid op lijn 7 volgde op 5 december 2009. Het eilandperron van lijn 7 ligt een niveau onder het eilandperron van lijn 4. Voor een vlotte overstap zijn er verbindingen direct tussen beide perrons.
← Yishan Road · Shanghai Indoor Stadium · Shanghai Stadium · Dong'an Road · Damuqiao Road · Luban Road · South Xizang Road · Nanpu Bridge · Tangqiao · Lancun Road · Pudian Road · Century Avenue · Pudong Avenue · Yangshupu Road · Dalian Road · Linping Road · Hailun Road · Baoshan Road · Station Shanghai · Zhongtan Road · Zhenping Road · Caoyang Road · Jinshajiang Road · Zhongshan Park · West Yan'an Road · Hongqiao Road → 

Lijnen van de metro van Shanghai: 1 · 2 · 3 · 4 · 5 · 6 · 7 · 8 · 9 · 10 · 11 · 12 · 13 · 14 · 15 · 16 · 17 · 18 · Pujiang Line
Meilan Lake · Luonan Xincun · Panguang Road · Liuhang · Gucun Park · Qihua Road · Shanghai University · Nanchen Road · Shangda Road · Changzhong Road · Dachang Town · Xingzhi Road · Dahuasan Road · Xincun Road · Langao Road · Zhenping Road · Changshou Road · Changping Road · Jing'an Temple · Changshu Road · Zhaojiabang Road · Dong'an Road · Middle Longhua Road · Houtan · Changqing Road · Yaohua Road · Yuntai Road · West Gaoke Road · South Yanggao Road · Jinxiu Road · Fanghua Road · Longyang Road · Huamu Road

Lijnen van de metro van Shanghai: 1 · 2 · 3 · 4 · 5 · 6 · 7 · 8 · 9 · 10 · 11 · 12 · 13 · 14 · 15 · 16 · 17 · 18 · Pujiang Line